# 청원군 (1963년 선거구)
청원군은 대한민국의 옛 국회의원 선거구이다. 당시 충청북도 청원군 지역을 관할했다.

## 역사
제6대 국회의원 선거를 앞두고 청원군 갑, 청원군 을 선거구가 통합되면서 신설되었다.
제9대 국회의원 선거를 앞두고 청주시 선거구와 통합되면서 청주시·청원군 선거구를 이루게 되면서 폐지되었다.

## 역대 국회의원
| 선거   | 정당 | 정당       | 의원   |
| ------ | ---- | ---------- | ------ |
| 1963년 |      | 민주공화당 | 신관우 |
| 1967년 |      | 민주공화당 | 민기식 |
| 1971년 |      | 민주공화당 | 민기식 |

## 역대 선거 결과

### 대한민국 제6대 국회의원 선거
|  | 29.36% |

|  | 28.64% |

|  | 23.24% |

|  | 11.51% |

|  | 4.72% |

|  | 2.49% |

### 대한민국 제7대 국회의원 선거
|  | 71.56% |

|  | 25.45% |

|  | 1.88% |

|  | 1.10% |

### 대한민국 제8대 국회의원 선거
|  | 52.95% |

|  | 43.70% |

|  | 1.87% |

|  | 1.46% |